# D 370 (Türkei)
Die Straße D 370 (Devlet yolu 370) ist eine insgesamt 266 km lange Straße in der Türkei. Sie beginnt 21 km südöstlich von Diyarbakır an der Nord-Süd-Achse der D 950 und führt in generell west-östlicher Richtung über Bismil, Batman, wo die D 955 kreuzt. Von dort verläuft sie über Kurtalan und die Einmündung der von Norden kommenden D 965 und Siirt sowie den Pass Meşindağ Geçidi (1620 m) nach Şırnak, wo sie an der West-Ost-Achse der D 400 endet.